# Japanagromyza tephrosiae
Japanagromyza tephrosiae är en tvåvingeart som beskrevs av de Meijere 1917. Japanagromyza tephrosiae ingår i släktet Japanagromyza och familjen minerarflugor. Inga underarter finns listade i Catalogue of Life.